# Campionatul Mondial de Fotbal 2018 Grupa B
Grupa B de la Campionatul Mondial de Fotbal 2018 a avut loc în perioada 15-25 iunie 2018. Grupa a constat din Portugalia, Spania, Maroc, și Iran. Clasate pe primele două locuri, Portugalia și Spania au avansat în runda optimilor.

### Echipe
| Poziția tragerii | Echipa     | Bol | Confederația | Metoda calificării                     | Data calificării  | Apariții în turneul final | Ultima apariție      | Cea mai bună performanță                       | Clasamentul FIFA | Clasamentul FIFA |
| Poziția tragerii | Echipa     | Bol | Confederația | Metoda calificării                     | Data calificării  | Apariții în turneul final | Ultima apariție      | Cea mai bună performanță                       | octombrie 2017   | iunie 2018       |
| ---------------- | ---------- | --- | ------------ | -------------------------------------- | ----------------- | ------------------------- | -------------------- | ---------------------------------------------- | ---------------- | ---------------- |
| B1               | Portugalia | 1   | UEFA         | Câștigătorii UEFA Grupa B              | 10 octombrie 2017 | 7                         | 2014 (Faza grupelor) | Locul al treilea (1966)                        | 3                | 4                |
| B2               | Spania     | 2   | UEFA         | Câștigători UEFA Grupa G               | 6 octombrie 2017  | 15                        | 2014 (Faza grupelor) | Câștigătorii (2010)                            | 8                | 10               |
| B3               | Maroc      | 4   | CAF          | CAF a treia rundă Grupa C câștigătorii | 11 noiembrie 2017 | 5                         | 1998 (Faza grupelor) | Runda optimilor (1986)                         | 48               | 41               |
| B4               | Iran       | 3   | AFC          | Câștigătorii AFC Runda a treia Grupa A | 12 iunie 2017     | 5                         | 2014 (Faza grupelor) | (Faza grupelor) (1978, 1998, 1998, 2006, 2014) | 34               | 37               |

Note
1. ↑  Clasamentul din octombrie 2017 a fost folosit pentru tragerea la sorți.

## Clasament
| Loc | Echipa         | MJ | V | E | Î | GM | GP | DG | Pct | Calificare                      |
| --- | -------------- | -- | - | - | - | -- | -- | -- | --- | ------------------------------- |
| 1   | Portugalia (A) | 3  | 1 | 2 | 0 | 5  | 4  | +1 | 5   | Avansează în Runda eliminatorie |
| 2   | Spania (A)     | 3  | 1 | 2 | 0 | 6  | 5  | +1 | 5   | Avansează în Runda eliminatorie |
| 3   | Iran (E)       | 3  | 1 | 1 | 1 | 2  | 2  | 0  | 4   |                                 |
| 4   | Maroc (E)      | 3  | 0 | 1 | 2 | 2  | 4  | −2 | 1   |                                 |

## Meciurile
Toate orele sunt listate la ora Rusiei.

### Maroc vs Iran
Cele două echipe nu s-au întâlnit niciodată înainte. Aceasta este a doua victorie a Iranului în turneele finale, prima fiind împotriva SUA: 2-1 în iunie 1998.
| Maroc | 0–1    | Iran                    |
| ----- | ------ | ----------------------- |
|       | Report | Bouhaddouz 90+5' (aut.) |

| Maroc | Iran |

| GK           | 12 | Munir Mohamedi    |     |     |
| CB           | 2  | Achraf Hakimi     |     |     |
| CB           | 5  | Mehdi Benatia (c) |     |     |
| CB           | 6  | Romain Saïss      |     |     |
| RM           | 14 | Mbark Boussoufa   |     |     |
| CM           | 7  | Hakim Ziyech      |     |     |
| CM           | 8  | Karim El Ahmadi   | 34' |     |
| LM           | 18 | Amine Harit       |     | 82' |
| RF           | 16 | Nordin Amrabat    |     | 76' |
| CF           | 9  | Ayoub El Kaabi    |     | 77' |
| LF           | 10 | Younès Belhanda   |     |     |
| Schimbări:   |    |                   |     |     |
| MF           | 21 | Sofyan Amrabat    |     | 76' |
| FW           | 20 | Aziz Bouhaddouz   |     | 77' |
| DF           | 4  | Manuel da Costa   |     | 82' |
| Manager:     |    |                   |     |     |
| Hervé Renard |    |                   |     |     |

| GK             | 1  | Alireza Beiranvand   |       |     |
| CB             | 23 | Ramin Rezaeian       |       |     |
| CB             | 4  | Rouzbeh Cheshmi      |       |     |
| CB             | 8  | Morteza Pouraliganji |       |     |
| RM             | 10 | Karim Ansarifard     | 90+2' |     |
| CM             | 9  | Omid Ebrahimi        |       | 79' |
| CM             | 3  | Ehsan Hajsafi        |       |     |
| LM             | 7  | Masoud Shojaei (c)   | 10'   | 68' |
| RF             | 18 | Alireza Jahanbakhsh  | 47'   | 85' |
| CF             | 20 | Sardar Azmoun        |       |     |
| LF             | 11 | Vahid Amiri          |       |     |
| Schimbări:     |    |                      |       |     |
| FW             | 17 | Mehdi Taremi         |       | 68' |
| DF             | 15 | Pejman Montazeri     |       | 79' |
| FW             | 14 | Saman Ghoddos        |       | 85' |
| Manager:       |    |                      |       |     |
| Carlos Queiroz |    |                      |       |     |

| Omul meciului: Amine Harit (Maroc) Arbitrii asistenți: Bahattin Duran (Turcia) Tarik Ongun (Turcia) Al patrulea oficial: Sergei Karasev (Rusia) Al cincelea oficial: Anton Averianov (Rusia) Arbitru asistent video: Felix Zwayer (Germania) Arbitrii asistenți ai arbitrului video: Bastian Dankert (Germania) Mark Borsch (Germania) Jair Marrufo (Statele Unite) |

### Portugalia vs Spania
Cele două echipe s-au întâlnit în 35 de meciuri anterioare, inclusiv un joc în cadrul Campionatului Mondial de Fotbal 2010 runda șaisprezecimilor, câștigată de Spania cu 1–0.
| Portugalia                  | 3–3    | Spania                   |
| --------------------------- | ------ | ------------------------ |
| Ronaldo 4' (pen.), 45', 88' | Report | Costa 24', 55' Nacho 58' |

| Portugalia | Spania |

| GK              | 1  | Rui Patrício          |     |     |
| RB              | 21 | Cédric                |     |     |
| CB              | 3  | Pepe                  |     |     |
| CB              | 6  | José Fonte            |     |     |
| LB              | 5  | Raphaël Guerreiro     |     |     |
| CM              | 14 | William Carvalho      |     |     |
| CM              | 8  | João Moutinho         |     |     |
| RW              | 11 | Bernardo Silva        |     | 69' |
| AM              | 17 | Gonçalo Guedes        |     | 80' |
| LW              | 16 | Bruno Fernandes       | 28' | 68' |
| CF              | 7  | Cristiano Ronaldo (c) |     |     |
| Schimbări:      |    |                       |     |     |
| MF              | 10 | João Mário            |     | 68' |
| FW              | 20 | Ricardo Quaresma      |     | 69' |
| FW              | 9  | André Silva           |     | 80' |
| Manager:        |    |                       |     |     |
| Fernando Santos |    |                       |     |     |

| GK              | 1  | David de Gea     |     |     |
| RB              | 4  | Nacho            |     |     |
| CB              | 3  | Gerard Piqué     |     |     |
| CB              | 15 | Sergio Ramos (c) |     |     |
| LB              | 18 | Jordi Alba       |     |     |
| CM              | 5  | Sergio Busquets  | 17' |     |
| CM              | 8  | Koke             |     |     |
| RW              | 21 | David Silva      |     | 86' |
| AM              | 22 | Isco             |     |     |
| LW              | 6  | Andrés Iniesta   |     | 70' |
| CF              | 19 | Diego Costa      |     | 77' |
| Schimbări:      |    |                  |     |     |
| MF              | 10 | Thiago           |     | 70' |
| FW              | 17 | Iago Aspas       |     | 77' |
| FW              | 11 | Lucas Vázquez    |     | 86' |
| Manager:        |    |                  |     |     |
| Fernando Hierro |    |                  |     |     |

| Omul meciului: Cristiano Ronaldo (Portugalia) Arbitrii asistenți: Elenito Di Liberatore (Italia) Mauro Tonolini (Italia) Al patrulea oficial: Ryuji Sato (Japonia) Al cincelea oficial: Toru Sagara (Japonia) Arbitru asistent video: Massimiliano Irrati (Italia) Arbitrii asistenți ai arbitrului video: Paolo Valeri (Italia) Carlos Astroza (Chile) Daniele Orsato (Italia) |

### Portugalia vs Maroc
Cele două echipe s-au întâlnit anterior o singură dată, un joc din faza grupelor de la Campionatul Mondial de Fotbal 1986, câștigat de Maroc cu 3–1.
| Portugalia | 1–0    | Maroc |
| ---------- | ------ | ----- |
| Ronaldo 4' | Report |       |

| Portugalia | Maroc |

| GK              | 1  | Rui Patrício          |       |     |
| RB              | 21 | Cédric                |       |     |
| CB              | 3  | Pepe                  |       |     |
| CB              | 6  | José Fonte            |       |     |
| LB              | 5  | Raphaël Guerreiro     |       |     |
| RM              | 11 | Bernardo Silva        |       | 59' |
| CM              | 14 | William Carvalho      |       |     |
| CM              | 8  | João Moutinho         |       | 89' |
| LM              | 10 | João Mário            |       | 70' |
| CF              | 17 | Gonçalo Guedes        |       |     |
| CF              | 7  | Cristiano Ronaldo (c) |       |     |
| Schimbări:      |    |                       |       |     |
| FW              | 18 | Gelson Martins        |       | 59' |
| MF              | 16 | Bruno Fernandes       |       | 70' |
| MF              | 23 | Adrien Silva          | 90+2' | 89' |
| Manager:        |    |                       |       |     |
| Fernando Santos |    |                       |       |     |

| GK           | 12 | Munir Mohamedi    |     |     |
| RB           | 17 | Nabil Dirar       |     |     |
| CB           | 5  | Mehdi Benatia (c) | 40' |     |
| CB           | 4  | Manuel da Costa   |     |     |
| LB           | 2  | Achraf Hakimi     |     |     |
| CM           | 8  | Karim El Ahmadi   |     | 86' |
| CM           | 14 | Mbark Boussoufa   |     |     |
| RW           | 16 | Nordin Amrabat    |     |     |
| AM           | 10 | Younès Belhanda   |     | 75' |
| LW           | 7  | Hakim Ziyech      |     |     |
| CF           | 13 | Khalid Boutaïb    |     | 70' |
| Schimbări:   |    |                   |     |     |
| FW           | 9  | Ayoub El Kaabi    |     | 70' |
| MF           | 23 | Mehdi Carcela     |     | 75' |
| MF           | 11 | Fayçal Fajr       |     | 86' |
| Manager:     |    |                   |     |     |
| Hervé Renard |    |                   |     |     |

| Omul meciului: Cristiano Ronaldo (Portugal) Arbitrii asistenți: Joe Fletcher (Canada) Frank Anderson (Statele Unite) Al patrulea oficial: Sergei Karasev (Rusia) Al cincelea oficial: Anton Averianov (Rusia) Arbitru asistent video: Felix Zwayer (Germania) Arbitrii asistenți ai arbitrului video: Jair Marrufo (Statele Unite) Simon Lount (Noua Zeelandă) Bastian Dankert (Germania) |

### Iran vs Spania
Cele două echipe nu s-au întâlnit niciodată înainte.
| Iran | 0–1    | Spania    |
| ---- | ------ | --------- |
|      | Report | Costa 54' |

| Iran | Spain |

| GK             | 1  | Alireza Beiranvand   |       |     |
| RB             | 23 | Ramin Rezaeian       |       |     |
| CB             | 19 | Majid Hosseini       |       |     |
| CB             | 8  | Morteza Pouraliganji |       |     |
| LB             | 3  | Ehsan Hajsafi (c)    |       | 69' |
| CM             | 9  | Omid Ebrahimi        | 90+2' |     |
| CM             | 6  | Saeid Ezatolahi      |       |     |
| RW             | 10 | Karim Ansarifard     |       | 74' |
| AM             | 17 | Mehdi Taremi         |       |     |
| LW             | 11 | Vahid Amiri          | 79'   | 86' |
| CF             | 20 | Sardar Azmoun        |       |     |
| Schimbări:     |    |                      |       |     |
| DF             | 5  | Milad Mohammadi      |       | 69' |
| FW             | 18 | Alireza Jahanbakhsh  |       | 74' |
| FW             | 14 | Saman Ghoddos        |       | 86' |
| Manager:       |    |                      |       |     |
| Carlos Queiroz |    |                      |       |     |

| GK              | 1  | David de Gea     |  |     |
| RB              | 2  | Dani Carvajal    |  |     |
| CB              | 3  | Gerard Piqué     |  |     |
| CB              | 15 | Sergio Ramos (c) |  |     |
| LB              | 18 | Jordi Alba       |  |     |
| CM              | 5  | Sergio Busquets  |  |     |
| CM              | 6  | Andrés Iniesta   |  | 71' |
| RW              | 21 | David Silva      |  |     |
| AM              | 22 | Isco             |  |     |
| LW              | 11 | Lucas Vázquez    |  | 79' |
| CF              | 19 | Diego Costa      |  | 89' |
| Substitutions:  |    |                  |  |     |
| MF              | 8  | Koke             |  | 71' |
| MF              | 20 | Marco Asensio    |  | 79' |
| FW              | 9  | Rodrigo          |  | 89' |
| Manager:        |    |                  |  |     |
| Fernando Hierro |    |                  |  |     |

| Omul meciului: Diego Costa (Spania) Arbitrii asistenți:: Nicolás Tarán (Uruguay) Mauricio Espinosa (Uruguay) Al patrulea oficial: Julio Bascuñán (Chile) Al cincelea oficial: Christian Schiemann (Chile) Arbitru asistent video: Mauro Vigliano (Argentina) Arbitrii asistenți ai arbitrului video: Wilton Sampaio (Brazil) Alexander Guzmán (Columbia) Massimiliano Irrati (Italia) |

### Iran vs Portugalia
Cele două echipe s-au întâlnit de două ori, cel mai recent într-un joc din grupele Campionatului Mondial de Fotbal 2006, câștigat de Portugalia cu 2–0.
| Iran                    | 1–1    | Portugalia   |
| ----------------------- | ------ | ------------ |
| Ansarifard 90+4' (pen.) | Report | Quaresma 45' |

| Iran | Portugalia |

| GK             | 1  | Alireza Beiranvand   |     |     |
| RB             | 23 | Ramin Rezaeian       |     |     |
| CB             | 19 | Majid Hosseini       |     |     |
| CB             | 8  | Morteza Pouraliganji |     |     |
| LB             | 3  | Ehsan Hajsafi (c)    | 52' | 56' |
| DM             | 6  | Saeid Ezatolahi      |     | 76' |
| CM             | 18 | Alireza Jahanbakhsh  |     | 70' |
| CM             | 9  | Omid Ebrahimi        |     |     |
| RW             | 17 | Mehdi Taremi         |     |     |
| LW             | 11 | Vahid Amiri          |     |     |
| CF             | 20 | Sardar Azmoun        | 54' |     |
| Schimbări:     |    |                      |     |     |
| DF             | 5  | Milad Mohammadi      |     | 56' |
| FW             | 14 | Saman Ghoddos        |     | 70' |
| FW             | 10 | Karim Ansarifard     |     | 76' |
| Manager:       |    |                      |     |     |
| Carlos Queiroz |    |                      |     |     |

| GK              | 1  | Rui Patrício          |       |       |
| RB              | 21 | Cédric                | 90+8' |       |
| CB              | 3  | Pepe                  |       |       |
| CB              | 6  | José Fonte            |       |       |
| LB              | 5  | Raphaël Guerreiro     | 33'   |       |
| RM              | 20 | Ricardo Quaresma      | 64'   | 70'   |
| CM              | 14 | William Carvalho      |       |       |
| CM              | 23 | Adrien Silva          |       |       |
| LM              | 10 | João Mário            |       | 84'   |
| CF              | 9  | André Silva           |       | 90+6' |
| CF              | 7  | Cristiano Ronaldo (c) | 83'   |       |
| Schimbări:      |    |                       |       |       |
| MF              | 11 | Bernardo Silva        |       | 70'   |
| MF              | 8  | João Moutinho         |       | 84'   |
| FW              | 17 | Gonçalo Guedes        |       | 90+6' |
| Manager:        |    |                       |       |       |
| Fernando Santos |    |                       |       |       |

| Omul meciului: Ricardo Quaresma (Portugalia) Arbitrii asistenți:: Eduardo Cardozo (Paraguay) Juan Zorrilla (Paraguay) Al patrulea oficial: Mehdi Abid Charef (Algeria) Al cincelea oficial: Anouar Hmila (Tunisia) Arbitru asistent video: Massimiliano Irrati (Italia) Arbitrii asistenți ai arbitrului video: Gery Vargas (Bolivia) Hernán Maidana (Argentina) Paolo Valeri (Italia) |

### Spania vs Maroc
În ciuda proximității lor geografice, cele două echipe s-au confruntat reciproc doar în două ocazii, ambele au fost jocuri pentru calificările Campionatul Mondial de Fotbal 1962, și amândouă au fost câștigate de Spania.
| Spania               | 2–2    | Maroc                     |
| -------------------- | ------ | ------------------------- |
| Isco 19' Aspas 90+1' | Report | Boutaïb 14' En-Nesyri 81' |

| Spania | Maroc |

| GK              | 1  | David de Gea     |  |     |
| RB              | 2  | Dani Carvajal    |  |     |
| CB              | 3  | Gerard Piqué     |  |     |
| CB              | 15 | Sergio Ramos (c) |  |     |
| LB              | 18 | Jordi Alba       |  |     |
| CM              | 5  | Sergio Busquets  |  |     |
| CM              | 10 | Thiago           |  | 74' |
| RW              | 21 | David Silva      |  | 84' |
| AM              | 22 | Isco             |  |     |
| LW              | 6  | Andrés Iniesta   |  |     |
| CF              | 19 | Diego Costa      |  | 74' |
| Schimbări:      |    |                  |  |     |
| FW              | 17 | Iago Aspas       |  | 74' |
| MF              | 20 | Marco Asensio    |  | 74' |
| FW              | 9  | Rodrigo          |  | 84' |
| Manager:        |    |                  |  |     |
| Fernando Hierro |    |                  |  |     |

| GK           | 12 | Munir Mohamedi      | 88'   |     |
| RB           | 17 | Nabil Dirar         |       |     |
| CB           | 4  | Manuel da Costa     | 31'   |     |
| CB           | 6  | Romain Saïss        |       |     |
| LB           | 2  | Achraf Hakimi       | 90+3' |     |
| CM           | 8  | Karim El Ahmadi     | 21'   |     |
| CM           | 14 | Mbark Boussoufa (c) | 31'   |     |
| RW           | 16 | Nordin Amrabat      | 29'   |     |
| AM           | 10 | Younès Belhanda     |       | 63' |
| LW           | 7  | Hakim Ziyech        |       | 85' |
| CF           | 13 | Khalid Boutaïb      |       | 72' |
| Schimbări:   |    |                     |       |     |
| MF           | 11 | Fayçal Fajr         |       | 63' |
| FW           | 19 | Youssef En-Nesyri   |       | 72' |
| FW           | 20 | Aziz Bouhaddouz     |       | 85' |
| Manager:     |    |                     |       |     |
| Hervé Renard |    |                     |       |     |

| Omul meciului: Isco (Spania) Arbitrii asistenți:: Abdukhamidullo Rasulov (Uzbekistan) Jakhongir Saidov (Uzbekistan) Al patrulea oficial: Mohammed Abdulla Hassan Mohamed (Emiratele Arabe Unite) Al cincelea oficial: Mohamed Al Hammadi (Emiratele Arabe Unite) Arbitru asistent video: Felix Zwayer (Germania) Arbitrii asistenți ai arbitrului video: Bastian Dankert (Germania) Mark Borsch (Germania) Danny Makkelie (Olanda) |

## Disciplină
Puncte de fair-play, care sunt folosite ca tie-break în cazul în care înregistrările generale și cap-la-cap ale echipelor sunt egale, sunt calculate pe baza cartonașelor galbene și roșii primite în toate meciurile din grupă după cum urmează: 
- Primul cartonaș galben: minus 1 punct;
- Indirect cartonaș roșu (al doilea cartonaș galben): minus 3 puncte;
- Cartonaș roșu direct: minus 4 puncte;
- Cartonaș galben și un cartonaș roșu direct: minus 5 puncte;

Doar una dintre penalizările de mai sus se aplică unui jucător într-un singur meci.
| Echipa     | Meciul 1        | Meciul 1                               | Meciul 1      | Meciul 1                        | Meciul 2        | Meciul 2                               | Meciul 2      | Meciul 2                        | Meciul 3        | Meciul 3                               | Meciul 3      | Meciul 3                        | Puncte |
| Echipa     | Cartonaș galben | Cartonaș galben · Cartonaș galben-roșu | Cartonaș roșu | Cartonaș galben · Cartonaș roșu | Cartonaș galben | Cartonaș galben · Cartonaș galben-roșu | Cartonaș roșu | Cartonaș galben · Cartonaș roșu | Cartonaș galben | Cartonaș galben · Cartonaș galben-roșu | Cartonaș roșu | Cartonaș galben · Cartonaș roșu | Puncte |
| ---------- | --------------- | -------------------------------------- | ------------- | ------------------------------- | --------------- | -------------------------------------- | ------------- | ------------------------------- | --------------- | -------------------------------------- | ------------- | ------------------------------- | ------ |
| Spania     | 1               |                                        |               |                                 |                 |                                        |               |                                 |                 |                                        |               |                                 | −1     |
| Portugalia | 1               |                                        |               |                                 | 1               |                                        |               |                                 | 4               |                                        |               |                                 | −6     |
| Iran       | 3               |                                        |               |                                 | 2               |                                        |               |                                 | 2               |                                        |               |                                 | −7     |
| Maroc      | 1               |                                        |               |                                 | 1               |                                        |               |                                 | 6               |                                        |               |                                 | −8     |

## Legături externe
- 2018 FIFA World Cup Grupa B Arhivat în 11 aprilie 2018, la Wayback Machine., FIFA.com